# Schlotheimia cuspidifera
Schlotheimia cuspidifera är en bladmossart som beskrevs av Mitten 1869. Schlotheimia cuspidifera ingår i släktet Schlotheimia och familjen Orthotrichaceae. Inga underarter finns listade i Catalogue of Life.